# Robert Dietrich
Robert Dietrich (25. června 1986 Ordžonikidze, SSSR – 7. září 2011 Jaroslavl, Rusko) byl německý hokejový reprezentační obránce. V roce 2011 zahynul při letecké havárii klubu Lokomotiv Jaroslavl.
Hokejista se narodil v dnešním Kazachstánu, ale vyrůstal v Kaufbeurenu, kde je i pohřben.

## Reprezentace
Jako člen reprezentace do 18 let pomohl v roce 2004 německému týmu v domácím prostředí k vítězství v I. divizi šampionátu této věkové kategorie a tedy postupu mezi elitu. Za reprezentaci do 20 let se zúčastnil mistrovství světa 2005 v USA (sestup) a I. divize turnaje o rok později ve Slovinsku (postup).
V dresu německého národního týmu se třikrát zúčastnil mistrovství světa - 2007 v Rusku (9. místo), 2010 v Německu (4. místo) a 2011 na Slovensku (7. místo).
Po tragické smrti německý svaz vyřadil hráčovo číslo 20 z reprezentační sady dresů.

### Reprezentační statistiky
| 2004 | Německo 18 | MS 18 - D1 | 5 | 0 | 4 | 4 | 4 |
| 2005 | Německo 20 | MS 20      | 6 | 0 | 0 | 0 | 6 |
| 2006 | Německo 20 | MS 20 - D1 | 5 | 0 | 1 | 1 | 4 |
| 2007 | Německo    | MS         | 6 | 2 | 2 | 4 | 2 |
| 2010 | Německo    | MS         | 9 | 0 | 0 | 0 | 2 |
| 2011 | Německo    | MS         | 7 | 0 | 0 | 0 | 2 |

## Kariéra
Dietrich byl odchovancem ESV Kaufbeuren, z kterého v roce 2002 přestoupil do mládežnického celku Mannheimu. Sezonu 2003/04 strávil poprvé v dospělé kategorii, když hostoval v klubu 4. nejvyšší soutěže EC Peiting. Další rok působil o soutěž výše v ETC Crimmitschau. V letech 2005-08 hrál nejvyšší soutěž za Düsseldorfer EG (podstatnou část sezony 2005/06 strávil na hostování ve třetiligovém celku Straubing Tigers).
V roce 2007 jej draftoval klub NHL Nashville Predators a tak se o rok později rozhodl pro přesun do této organizace. Za hlavní celek ovšem nenastoupil, pouze dvě sezony nastupoval za farmu Predators v American Hockey League - Milwaukee Admirals. V roce 2008 byl německou antidopingovou agenturou potrestán za nesplnění informační povinnosti tříměsíčním zákazem činnosti. Sezonu 2010/11 nastupoval opět v německé lize za Adler Mannheim. Zde měl platný kontrakt až do roku 2013, ale po první sezoně se jí rozhodl rozvázat, aby mohl přestoupit do celku Kontinentální hokejové ligy Lokomotiv Jaroslavl.

## Klubové statistiky
| Sezona     | Klub               | Soutěž     | Základní část | Základní část | Základní část | Základní část | Základní část | Play off | Play off | Play off | Play off | Play off |
| Sezona     | Klub               | Soutěž     | Z             | G             | A             | B             | TM            | Z        | G        | A        | B        | TM       |
| ---------- | ------------------ | ---------- | ------------- | ------------- | ------------- | ------------- | ------------- | -------- | -------- | -------- | -------- | -------- |
| 2003/04    | EC Peiting         | 3. Bund    | 31            | 4             | 7             | 11            | 40            | 11       | 1        | 2        | 3        | 43       |
| 2004/05    | ETC Crimmitschau   | 2. Bund    | 45            | 3             | 14            | 17            | 34            | —        | —        | —        | —        | —        |
| 2005/06    | Düsseldorfer EG    | DEL        | 4             | 0             | 0             | 0             | 2             | —        | —        | —        | —        | —        |
|            | Straubing Tigers   | 2. Bund    | 46            | 5             | 3             | 8             | 55            | 15       | 0        | 1        | 1        | 8        |
| 2006/07    | Düsseldorfer EG    | DEL        | 52            | 3             | 19            | 22            | 28            | 9        | 2        | 4        | 6        | 22       |
| 2007/08    | Düsseldorfer EG    | DEL        | 9             | 1             | 1             | 2             | 12            | 13       | 1        | 2        | 3        | 4        |
| 2008/09    | Milwaukee Admirals | AHL        | 63            | 4             | 15            | 19            | 32            | 11       | 1        | 7        | 8        | 2        |
| 2009/10    | Milwaukee Admirals | AHL        | 79            | 6             | 37            | 43            | 28            | 2        | 0        | 1        | 1        | 2        |
| 2010/11    | Adler Mannheim     | DEL        | 42            | 3             | 15            | 18            | 69            | 6        | 0        | 2        | 2        | 8        |
| DEL celkem | DEL celkem         | DEL celkem | 107           | 7             | 35            | 42            | 111           | 28       | 3        | 8        | 11       | 34       |